# Agrupació Socialista Madrilenya
Agrupació Socialista Madrilenya va ser la denominació que va tenir la primera secció socialista-marxista a Espanya, en temps de la I Internacional. Fundada el 1879 per Pablo Iglesias i altres socialistes internacionalistes a Madrid, fou el nucli originari del Partit Socialista Obrer Espanyol (PSOE). Va mantenir el seu nom fins a fins de la dècada de 1970, que va passar a anomenar-se Federació Socialista Madrilenya.